# Gassy
Gassy (en polonais [ˈɡassɨ]) est un village polonais de la gmina de Konstancin-Jeziorna dans la powiat de Piaseczno de la voïvodie de Mazovie dans le centre-est de la Pologne.
Il se situe à environ 6 kilomètres à l'est de Konstancin-Jeziorna (siège de la gmina), 13 kilomètres à l'est de Piaseczno (siège de la powiat) et à 21 kilomètres au sud-est de Varsovie (capitale de la Pologne).

## Histoire
De 1975 à 1998, le village appartenait administrativement à la voïvodie de Varsovie.